# Schloss Hardenberg (Velbert)

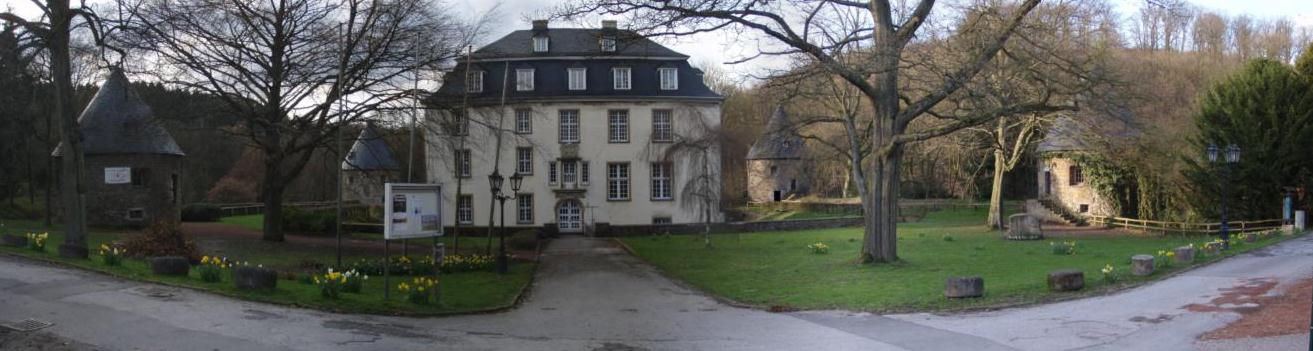
Schloss Hardenberg, Gesamtansicht (2008)

Das Schloss Hardenberg ist ein barockes ehemaliges Wasserschloss im Ortsteil Neviges der Stadt Velbert. Es liegt im Tal des Hardenberger Bachs etwas nördlich des Nevigeser Ortskerns an der engsten Stelle des Bachtals und geht auf eine Neugründung der Familie von Gevertshagen Ende des 15. Jahrhunderts zurück. Es ersetzte die wohl baufällig gewordene Burg Hardenberg, deren Überreste etwa 630 Meter südwestlich des Schlosses zu finden sind.
Ende des 17. Jahrhunderts zu seiner heutigen Form umgebaut, musste es aus Sicherheitsgründen 2003 vorläufig geräumt und für die Öffentlichkeit geschlossen werden. Sanierungsarbeiten, die 2005 begannen, dauern zurzeit (Stand: 2016) noch an. Die Vorburggebäude werden zu kulturellen Zwecken genutzt.

## Geschichte
Das Schloss wurde von der Familie von Gevertshagen (auch Gevertshain und Gebhardtshain geschrieben) als Wehrbau mit zugleich repräsentativen Aufgaben errichtet. Lange Zeit wurde dieses spätmittelalterliche Burghaus mit dem im Dezember 1354 urkundlich erwähnten „huis ind wohnunghe zue Hardenberg“ der Herren von Hardenberg gleichgesetzt, das Heinrich von Hardenberg samt seiner unabhängigen Herrschaft für 6000 Mark in brabantischer Währung an Gerhard I. Berg verkaufte, sodass Hardenberg fortan ein bergisches Amt war. Ab 2005 erfolgte Bauforschungen zeigten jedoch, dass der Kern des heutigen Schlossbaus erst vom Ende des 15. Jahrhunderts stammt und mit der 1354 erwähnten Anlage somit nur der Stammsitz der Herren von Hardenberg, die südwestlich gelegene Höhenburg Hardenberg, gemeint gewesen sein kann.
In der Folgezeit wurde das Amt Hardenberg häufig verpfändet und besaß deshalb viele wechselnde Besitzer. Seit 1491 war Bertram von Gevertshagen, genannt Lützenrade (auch Lutzenrode), Amtmann und besaß Burg und Herrschaft für 4000 Schilling als Pfand. Er war zugleich Rat und Stallmeister des bergischen Herzogs Wilhelm von Jülich-Berg und erhielt den Besitz von diesem am 24. Juni 1496 im Austausch für die Burg und Herrschaft Stolberg als erbliches Lehen. Hardenberg wurde damit zur Unterherrschaft im Herzogtum Berg. Schon zuvor hatte Bertram von Gevertshagen dort eine zweiteilige Wasserburganlage erbaut, für die er die stattliche Summe von 800 Gulden ausgegeben hatte. Sie ersetzte die offenbar baufällige Höhenburg. Die neue Anlage bestand aus einem dreigeschossigen gotischen Burggebäude und einer fast zeitgleich entstandenen turmbewehrten Artilleriebefestigung, die das Burghaus samt einem Wassergraben allseitig umgab. Dieses besaß wohl ein steiles Satteldach und Querstockfenster. Eine geschossübergreifende Abortanlage und zahlreiche Kamine zeugen davon, dass dieses neue Gebäude nicht nur wehrhaft, sondern auch komfortabel war. An der Ostseite erschloss ein runder Treppenturm mit steinerner Wendeltreppe die verschiedenen Stockwerke, wurde aber wohl im Zuge späterer Ausbauten abgebrochen. Ebenfalls an der Ostfassade stand ein Vierecksturm mit ein Meter dicken Mauern, die außen sechs und fünf Meter lang waren. Sein Unterbau ist heute noch erhalten, welche Funktion der Turm erfüllte, ist bisher aber nicht geklärt.
Nach dem Tod Betrams von Gevertshagen im Jahr 1525, dem der seines unmündigen Sohnes rasch folgte, kam die Burg durch Erbschaft 1529 an die Familie von Bernsau. Bis zu jenem Jahr war die Kernburg zu einer Zweiflügelanlage ausgebaut und der dadurch entstandene Burghof mit traufhohen zwei Meter dicken Mauern eingefasst worden. Der Grundriss maß nach dem Ausbau 19 × 23 Meter. Die Familie von Bernsau ließ Teile der Hofmauern im zweiten Drittel des 16. Jahrhunderts abtragen, um Platz für den Neubau eines dritten Gebäudeflügels zu machen. Mit der 9 × 9 Meter messenden Erweiterung erfolgte der Ausbau zu einem fast gleichschenkligen, barocken Schloss. Die Umgestaltung ist nicht genau datierbar, geschah aber vermutlich unter Wilhelm V. von Bernsau (1514–1572). Sie wurde mit relativ geringem Aufwand betrieben, denn das Baumaterial gewann der Bauherr mehrheitlich durch den Abriss der Hofmauern. Aus einem Inventar des Jahres 1634 ist überliefert, wie das Schloss nach den Veränderungen im Inneren ausgesehen hat: In den beiden Obergeschossen des Hauptgebäudes sind ein Saal, acht Kammern, ein Schulzimmer und eine Kapelle verbürgt. Im Dachgeschoss befanden sich die Räume für die Dienerschaft, eine Rüstkammer und das Getreidelager. Zum Wirtschaftshof gehörten ein Kuh- und Pferdestall, ein Kuhhaus sowie ein Back- und Brauhaus. Eine Zugbrücke, die von einem Torbau bewacht wurde, verband das Hauptgebäude und den Wirtschaftshof. Vermutlich war es auch Wilhelm V. von Bernsau, der die bisherige Artilleriebefestigung zu einer Kleinfestung umbauen ließ. Danach besaß Schloss Hardenberg einen inneren und einen äußeren Wassergraben, sodass der Erdwall der Artilleriebefestigung mit seinen darin liegenden Wehrgängen komplett im Wasser stand.

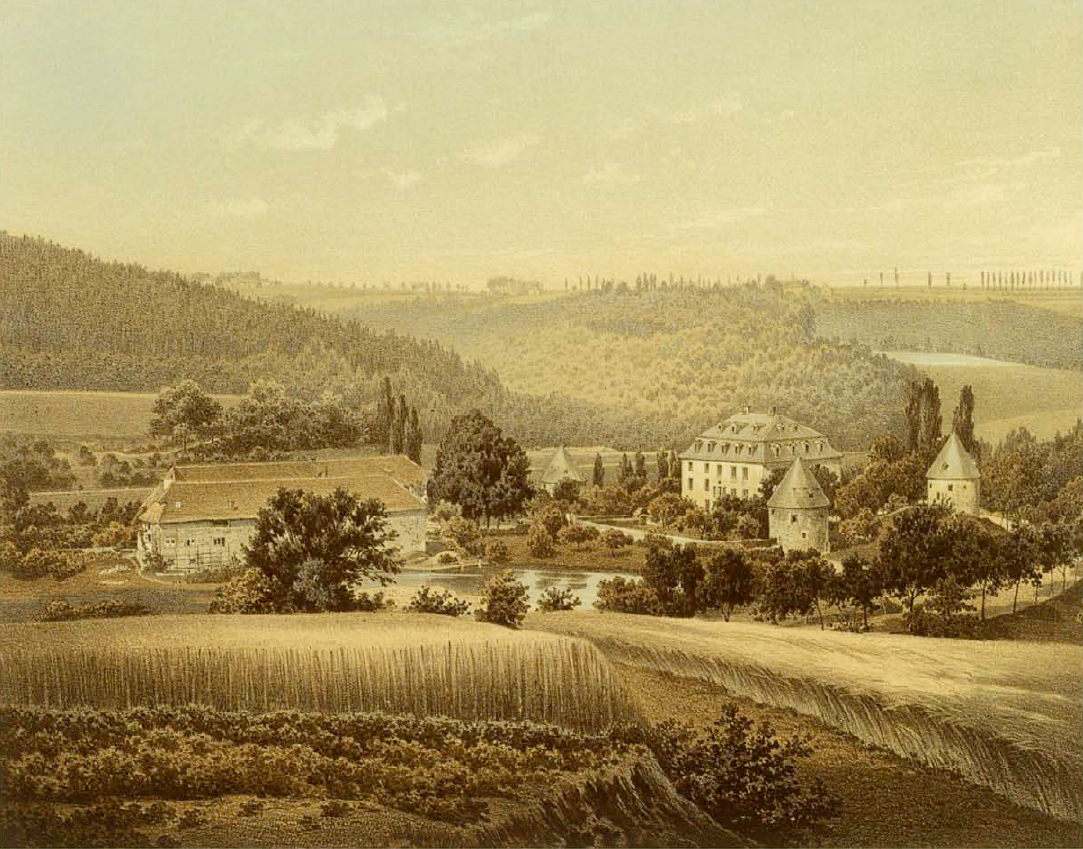
Schloss Hardenberg auf einer Lithografie von etwa 1883

Die Erbtochter Isabella Margaretha von Bernsau heiratete 1655 den Freiherrn Friedrich Arnold von Schaesberg und brachte den Besitz vorübergehend an die Familie ihres Mannes. In der Zeit von 1682 bis 1696 ließ die seit 1667 verwitwete Frau das Schloss noch einmal grundlegend umgestalten, indem der bisherige Schlossbau zu einem geschlossenen verputzten Kubus erweitert wurde. Dazu wurden Teile des Ostflügels, der möglicherweise 1680 durch Brand beschädigt worden war, niedergelegt und der bis dahin bestehende Schlosshof vollständig überbaut. Dieser wurde dadurch zum Vestibül. Nach Isabella Margarethas Tod gab ihr Sohn Friedrich Sigismund Theodor von Schaesberg das Haus am 17. Dezember 1697 gegen eine Rente an seinen Onkel mütterlicherseits, den Freiherrn Jobst Dietrich von Wendt. Dessen Familie blieb fast 200 Jahre lang Besitzerin. Nach einem Brand am 13. Mai 1785 musste sie 11.000 Taler aufwenden, um das Haupthaus wiederaufzubauen. Die Arbeiten, bei dem das Gebäude mit dem abgewalmten Dach seine heutige Gestalt erhielt, benötigten das gesamte Jahr.
Das Anwesen ging schließlich in das Eigentum der Familie Wendt über, nachdem Hardenberg − seit 1806 dem französisch regierten Großherzogtum Berg zugehörig − nach dem Wiener Kongress 1815 Preußen zugeschlagen worden war. Doch schon seit 1811 wurde das Schloss nur noch sporadisch genutzt, denn Friedrich Wilhelm von Wendt hatte in jenem Jahr den ständigen Wohnsitz der Familie nach Schloss Crassenstein im Münsterland verlegt. Einzelnen Mitgliedern der Familie diente Hardenberg aber noch bis 1877 ab und zu als Wohnsitz. 1818 mietete der in Barmen im Exil lebende französische Marschall Nicolas Jean-de-Dieu Soult das Schloss an und verbrachte dort einen Sommer mit seiner Familie. Er hatte den Hinweis auf das leerstehende Haus von seiner Schwägerin Diergardt erhalten. Mit dem Tod Oswald von Wendts 1877 erbte seine Schwester Leonie den Besitz und brachte ihn an die Familie ihres Mannes, den niederländischen Grafen Wladimir von Marchant-Ansembourg. Bereits 1842 war die Kurtine im Süden niedergelegt worden, um Baumaterial für den Umbau der Schlossmühle zu erhalten. Bis 1848 folgte ein sukzessiver Abbruch weiterer Teile der Umwehrung, darunter der Torbau zur Vorburg samt Zugbrücke. Stattdessen bot seitdem eine feste Brücke Zugang zum Portal des Hauptschlosses. Mit dem gewonnenen Abbruchmaterial wurde die äußere sowie ein Teil der inneren Gräfte verfüllt. 1849/1857 folgten erste Sanierungen an den Rundtürmen der Artilleriebefestigung.
Ab 1908 war das Hauptgebäude an einen Wirt verpachtet, der dort bis etwa 1945 eine Gastwirtschaft mit Biergarten und Bootsverleih betrieb. Die damalige Stadt Neviges erwarb das Schlossareal 1939 von den Grafen von Marchant-Ansembourg, sodass sich die Gebäude seit der kommunalen Neugliederung, bei der Neviges ein Teil der Stadt Velbert wurde, im städtischen Besitz Velberts befinden. Nachdem das Hauptschloss ab 1949 als Wohnheim für vertriebene Jugendliche und ab 1957 für Lehrlinge gedient hatte, wurde es von 1965 bis 1975 restauriert und anschließend als Museum und Kulturzentrum genutzt. Neben der Dauerausstellung der Steinschen Gemäldesammlung wurden regelmäßig Werke zeitgenössischer Künstler ausgestellt. Daneben waren Räume wechselnden Aspekten der Velberter Stadtgeschichte, unter anderem auch der Nevigeser Wallfahrt, gewidmet. Im Rittersaal fanden regelmäßig Konzerte und Theateraufführungen statt. Außerdem war im Hauptgebäude von 1977 bis 2001 das Archiv von Velbert, Neviges und Langenberg untergebracht.
Die Vorburg wurde noch bis 1958 landwirtschaftlich genutzt. 1973 brannten die Wirtschaftsgebäude teilweise ab und wurden ab den 1980er Jahren restauriert. Die Arbeiten dazu sind seit dem Jahr 2006 abgeschlossen.

## Beschreibung
Die Anlage besteht aus dem Hauptschloss und einer südlich davon gelegenen Vorburg. Beide Teile lagen früher auf eigenen Inseln und sind heute von einer Parkanlage umgeben.

### Vorburg

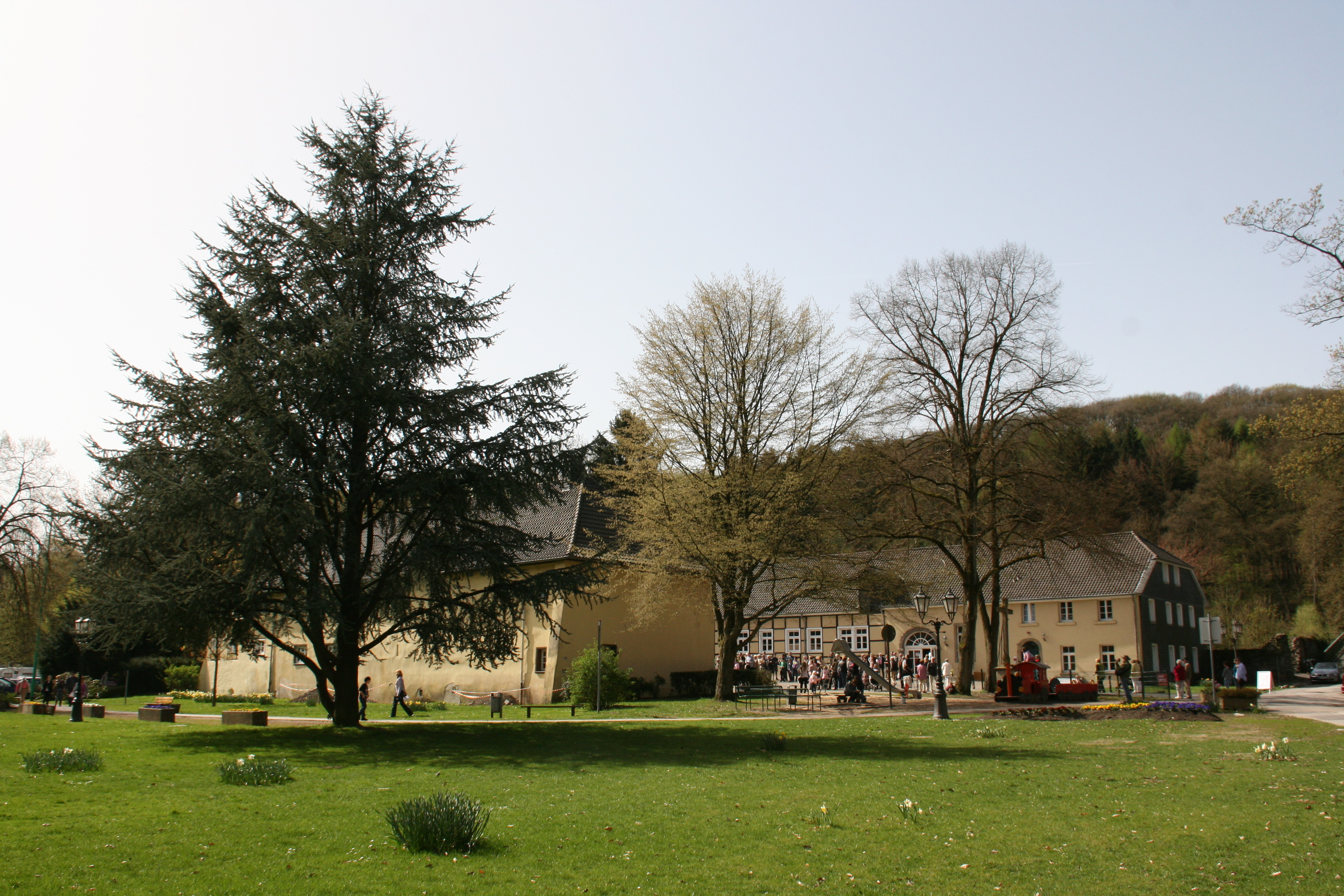
Ansicht der Vorburg von Nordosten

Die Vorburg ist ein dreiflügeliger Baukomplex in Hufeisenform, wie man ihn häufig bei rheinischen Wasserburgen findet. In den aus verputztem Bruchstein und Fachwerk errichteten Gebäuden mit zwei Geschossen waren einst Ställe und die Verwaltung des Amtes Hardenberg untergebracht. Maueranker in Form von Jahreszahlen zeugen von den Errichtungsjahren: 1680 und 1693. Dendrochronologische Untersuchungen haben jedoch ergeben, dass der südliche Mittelbau der Vorburg erst um 1720/30, eine Mittelwand sogar erst zwischen 1734 und 1744 erbaut wurde. An den beiden südlichen Ecken zeugen erhaltene Fundamente davon, dass dort früher einmal zwei Rundtürme gestanden haben. Diese wurden vermutlich im 19. Jahrhundert niedergelegt.

### Artillerieumwehrung

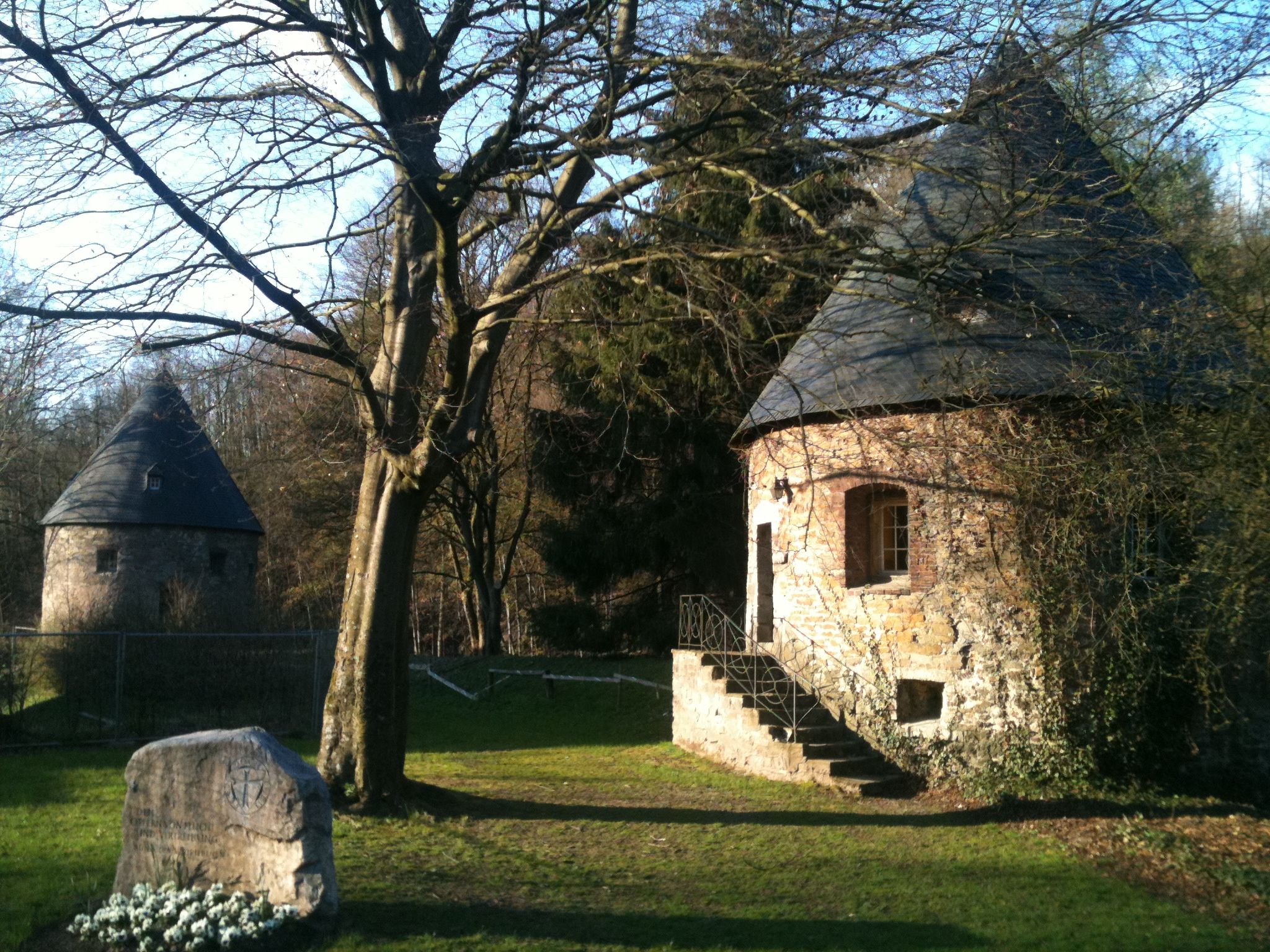
Zwei Türme der Artillerieumwehrung

Das Hauptschloss ist von einer 2014 bis 2015 sanierten Umwehrung mit leicht trapezförmigem Grundriss umgeben. Ihre Seitenlängen betragen zwischen 39 und 58 Meter. Sie besteht aus einer Wallanlage mit dreigeschossigen, runden Ecktürmen, die schiefergedeckte Kegeldächer tragen. An den Außenseiten der Wälle verlaufen 4–5 Meter hohe und 2,5–3 Meter dicke Kurtinen mit je sechs Schlüsselscharten. Hinter diesen Mauern liegt innerhalb des Walls ein insgesamt knapp 260 Meter langer Wehrgang, der in der Literatur mit Kasematten bezeichnet wird. Er besitzt tonnengewölbte Decken und ist mit 1,20 Metern so breit, dass zwei Personen nebeneinander hergehen können. Auf dem Wall stand früher vermutlich eine zwölf Meter hohe Wehrmauer mit Wehrgang, der von den Obergeschossen der Rundtürme erreicht werden konnte. An der zum Haupthaus zeigenden Innenseite ist der Wall von einer weiteren Mauer begrenzt, die als 36 × 38 Meter großes Rechteck das Schlossgebäude im Abstand von etwa sieben Metern umgibt. Der Raum zwischen innerer Wallmauer und Gebäude diente früher als Wassergraben, der vom Hardenberger Bach gespeist wurde. Gleiches galt für einen heute nicht mehr vorhandenen zweiten Graben, der die Artillerieumwehrung umschloss.
Die vier Ecktürme haben einen Außendurchmesser von neun Metern und besitzen Mauern aus Grauwackebruchstein, die in den unteren beiden Geschossen 2,3 Meter sowie im obersten Geschoss 1,4 Meter dick sind. Im Untergeschoss besaßen sie alle ein Kuppelgewölbe aus Grauwacke, von denen aber nur die der beiden Nordtürme erhalten sind. Von dort gab es Zugänge zu den Kasemattengängen. Die Turmräume im Erdgeschoss besitzen nachträglich eingefügte Kuppelgewölbe aus Ziegel. Türen führten von dieser Etage auf den Wall, der vom Erdgeschoss der Türme durch jeweils drei Schießnischen mit Schlüsselscharten bestrichen werden konnte. Die Prellhölzer der Schießscharten sind zum Teil noch erhalten. Die Obergeschosse der Türme wurden und werden von Jugendgruppen und Vereinen genutzt, weshalb sie stark überformt sind.

### Hauptschloss

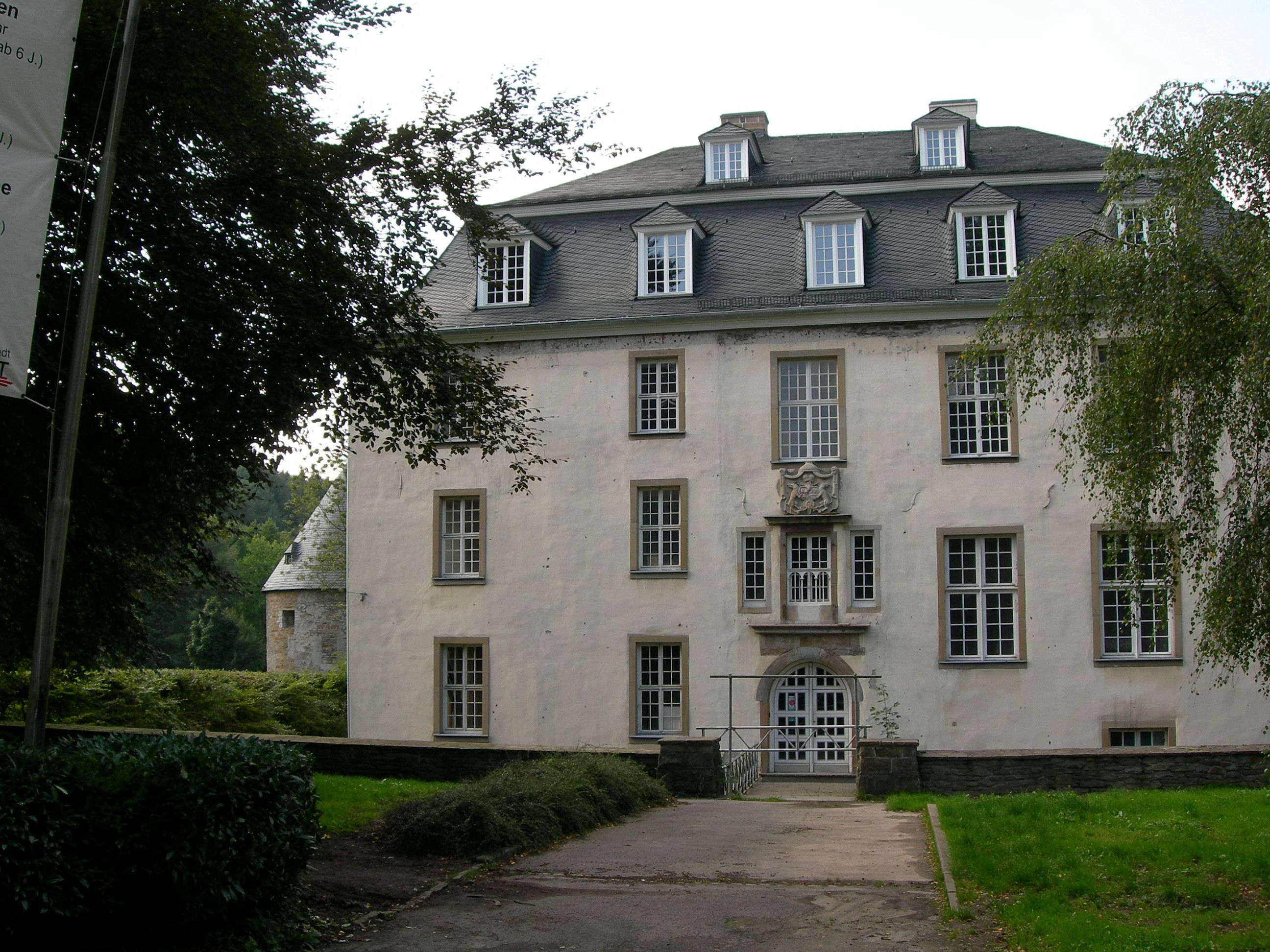
Schloss Hardenberg, Hauptgebäude (2006)

Das Hauptschloss ist ein viereckiger Bau mit zwei Geschossen, dessen südliche Hauptfassade durch Fenster in fünf Achsen unterteilt ist. Er wird von einem abgewalmten Mansarddach mit Gauben abgeschlossen. Durch die unterschiedlichen Größen der Fenster sind die einzelnen Bauphasen des Gebäudes von außen gut zu erkennen. Kern und ältester Teil des Schlosses ist das heute den Westteil ausmachende ehemalige Burghaus mit einem langgestreckten, 9,5 × 19 Meter messenden Grundriss. Konsolsteine zeugen von früher vorhandenen auskragenden Bauten in den Obergeschossen. Die 1,7 Meter dicken Mauern wurden aus Wülfrather Kalkstein sowie schiefriger Grauwacke errichtet und besitzen Eckquaderungen. Diesem Haus wurde nur kurze Zeit später ein zweiter Flügel im rechten Winkel angebaut, der heute den Nordteil des Gebäudes einnimmt. Dort waren die Repräsentationsräume wie zum Beispiel ein großer Saal mit zwei Kaminen zu finden. Sowohl Bauform als auch verwendete Materialien sind dem Burghaus sehr ähnlich, doch obwohl dieser neuere Teil genauso hoch wie der erste Flügel ist, weist er nur zwei Geschosse mit annähernd 4,50 Meter Höhe auf. Das Sockelgeschoss ist so hoch, dass das Erdgeschoss dieses Teils als Hochparterre ausgebildet ist.
Über dem Rundbogenportal an der Südseite findet sich ein von Löwen gehaltenes Allianzwappen der Familien von Bernsau und von Schaesberg. Gemeinsam mit der Jahreszahl 1696 weist es das Ende der letzten Umbaumaßnahme und die Bauherren aus. Im Portalabschluss aus Haustein werden in Inschriften die beiden Söhne der Bauherrin Isabella Margaretha von Schaesberg, Friedrich Arnold und Johann Sigismund, genannt, denn als Schloss Hardenberg seine heutige Gestalt erhielt, führte Isabella Margaretha gemeinsam mit ihrer Schwester Anna die vormundschaftliche Regierung für ihre beiden noch unmündigen Sprösslinge. Der jüngste Teil des Gebäudes zeigt denn auch deutliche Unterschiede zur älteren Bausubstanz. Seine Form ist zwar an diese angelehnt, aber seine Eckquaderungen sind kleiner, und die Fensteröffnungen zeigen Entlastungsbögen aus Backstein. Außerdem wurden andere Baumaterialien verwendet.
Von der historischen Innenausstattung ist durch Umgestaltungen in den 1950er Jahren nur noch wenig erhalten. Dazu zählen das aus dem 18. Jahrhundert stammende Treppenhaus, dessen mit Schnitzereien verziertes Treppengeländer einfache Louis-seize-Formen besitzt, und die Balkendecken aus der Erbauungszeit. Dendrochronologische Untersuchungen ergaben, dass das verwendete Holz von 1497 gefällten Bäumen stammt.

## Heutige Nutzung
Das Herrenhaus wurde im Oktober 2003 wegen schwerer Schäden am Dachaufbau und am Mauerwerk, die infolge der vielen Umbauten und Veränderungen an der Bausubstanz auftraten, geschlossen und wird seit 2005 einer Komplettrestaurierung unterzogen. Die Arbeiten wurden 2014 wegen fehlender Fördermittel vorübergehend eingestellt, die Sicherung der Statik und der Außenhaut des Schlosses war zu jener Zeit jedoch abgeschlossen. Im November 2016 stellte der Bund dann 4,2 Millionen Euro für die weitere Sanierung zur Verfügung, die gleiche Summe wurde auch von der Stadt Velbert aufgebracht.
Im September 2019 wurde ein unter Mitwirkung der Öffentlichkeit erarbeitetes Nutzungskonzept vorgestellt. Das Schlossareal soll dementsprechend zu einem Erlebniszentrum zu den Themen Natur und Umwelt werden, wobei das das Schloss und die darin geplante Ausstellung "The Defence of Nature" als Mittelpunkt dienen soll. Zu diesem Zweck wird das Schloss bis zum Jahr 2025 unter Leitung eines Dortmunder Architekturbüros saniert, umgebaut und mit einem modernen Anbau versehen. Auch die Außenenanlagen werden durch ein Bochumer Landschaftsarchitekturbüro verändert. Eine Eröffnung des gesamten Erlebniszentrums ist für 2026 geplant.
Ein Teil der Veranstaltungen, die vorher im Schloss stattfanden, konnte in den sanierten Westflügel der Vorburg verlegt werden. Dort befindet sich eine Studiobühne mit bis zu 150 Plätzen, die vom Kultur- und Veranstaltungsbetrieb Velbert betrieben wird. Neben Kleinkunst und Kabarett kommen dort Stücke des Kinder- und Jugendtheaters zur Aufführung. Zusätzlich dient die Vorburg als regelmäßiger Veranstaltungsort für Konzerte. Darüber hinaus gibt es die Möglichkeit, Räume in der Vorburg für Firmenveranstaltungen und Privatfeiern zu mieten. Besonders für Hochzeiten ist der ehemalige Wirtschaftstrakt ein beliebter Ort, denn das Standesamt Velbert führt in zwei der dortigen Räume auch Trauungen durch.